# Pascal de Lima
 (mars 2019).
Pascal de Lima, né en 1972 à Paris, est un économiste et conférencier français. 

## Biographie
Né en 1972, il est docteur en sciences économiques de Sciences-Po Paris.
Après une quinzaine d'années comme consultant en gestion de la connaissance, il a fondé sa propre entreprise d’analyse économique de l’innovation, Economic-cell.

## Publications
- Capitalisme et Technologie : Les liaisons dangereuses: vers les métiers de demain, Forbes, 2020[3].

- Intégration du système bancaire et financier en Europe, Revue banque, 2004.
- Voyage au cœur d’une révolution : la microfinance contre la pauvreté (direction éditoriale), J. C. Lattès, 2007.
- Économie bancaire et croissance économique : vers une macroéconomie renouvelé, Dunod, 2012.
- Les comptes fantastiques de la finance, La Voix au chat libre, 2013.
- Les 35 heures, une loi maudite : comment en sortir sans drame (collaboration), Eyrolles, 2014.